# 雅端村
雅端村为位于中国浙江省义乌市赤岸镇的一个陈姓聚居村落。村落三面环山，雅溪从村前流过。雅端村自明代卜基，村中尚存有若干座清代建筑，由陈其文和陈松耀祖孙3代建造，有“七栋五堂”之称，包括陈氏宗祠（叙伦堂）、容安堂、容安堂南北重厢（兰翠堂、珠宝堂、荣春堂、明星堂）、遗安堂、居安堂、德星堂、敦礼堂、敦星堂等多个厅堂宅院，总占地面积5082平方米，建筑面积约8527平方米。2011年1月，容安堂被纳入浙江省文物保护单位。2019年10月，雅端村古建筑群被纳入第八批全国重点文物保护单位。